# U 439
U 439 war ein U-Boot vom Typ VII C, das von der ehemaligen deutschen Kriegsmarine während des Zweiten Weltkrieges im U-Boot-Krieg eingesetzt wurde. Es sank am 4. Mai 1943 vor Kap Finisterre in Folge einer Kollision mit U 659, wodurch 41 Besatzungsmitglieder ertranken und die neun Überlebenden in britische Kriegsgefangenschaft kamen.

## Technische Daten
Die Schichau-Werft in Danzig baute von 1941 bis 1944 insgesamt 64 U-Boote des Typs VII C. Der Antrieb durch zwei Dieselmotoren ermöglichte diesem Typ bei der Überwasserfahrt eine Geschwindigkeit von 19 Knoten. Getaucht erreichte ein VII C-Boot mit Hilfe seiner beiden Elektromotoren eine Geschwindigkeit von 8 kn. Die Leistungskraft der Batterien gewährleistete diese Höchstgeschwindigkeit allerdings nur für eine Stunde. Bei geringerer Geschwindigkeit konnte das Boot jedoch theoretisch bis zu drei Tage unter Wasser fahren. Ein Tauchgang von dieser Länge war natürlich der Besatzung nicht zuzumuten, denn die Luft in den Booten des Typs VII C war bereits nach 24 Stunden sehr verbraucht. Das war auch das übliche Intervall zum Aufladen der Batterien durch Generatoren während einer Oberflächenfahrt.

### Bootszeichen
Wie die meisten deutschen U-Boote seiner Zeit trug auch U 439 bootsspezifische Zeichen, die – meist bereits während der Ausbildungszeit von der Besatzung ausgewählt und am Turm angebracht, sowie in einer Ausführung aus Blech an Mützen und Schiffchen getragen wurde. Zunächst handelte es sich um die stilisierte Zeichnung eines Reitstiefels, dessen Sporn einem zigarrerauchenden Mann – evtl. Winston Churchill – ins Gesäß piekt. Es handelte sich um eine Anspielung auf den Namen des ersten Kommandanten. Nach dem Kommandantenwechsel im Frühjahr 1943 änderte sich auch das Zeichen des Bootes zu einer Kirche, die auf zwei Stiefeln marschierte – als „tippelnde Kirche“ wiederum eine Anspielung auf den Namen des Kommandanten, jetzt Helmut von Tippelskirch.

## Kommandanten
- Wolfgang Sporn wurde am 12. September 1912 geboren und trat im Jahr 1934 in die Reichsmarine ein. Er diente als Kompaniechef beim Küstenschutz in Danzig und bei der 9. Ersatz Marine Artillerie Abteilung in Gotenhafen. Im Frühjahr 1941 absolvierte Sporn seine U-Bootausbildung und fuhr als Wachoffizier auf U 569. Am 20. Dezember 1941 übernahm Sporn das Kommando auf U 439, das er bis zum Frühjahr 1943 innehatte.
- Helmut von Tippelskirch wurde am 7. Dezember 1917 in Cuxhaven geboren und trat im Jahr 1937 in die Kriegsmarine ein. Bei Kriegsbeginn diente er bei der 1. Minensuchflottille, später wurde er als Kommandant bei der 3. Räumbootsflottille im Ärmelkanal eingesetzt. Nachdem von Tippelskirch im Frühjahr 1942 seine U-Bootausbildung abgeschlossen hatte, fuhr er bis Ende des Jahres als 1. Wachoffizier auf U 160. Im Anschluss an seinen U-Boot-Kommandantenlehrgang übernahm Oberleutnant zur See von Tippelskirch am 18. Februar 1943 das Kommando auf U 439.[2]

## Einsatz auf Nordafrikageleitzug
Zur Unterstützung des Tunesienfeldzugs organisierten die Alliierten im Frühjahr und Sommer 1943 verstärkt den Transport von Nachschub durch das Mittelmeer, um die britischen, US-amerikanischen und französischen Streitkräfte auf dem nordafrikanischen Kriegsschauplatz zu unterstützen und zu verstärken. U 439 verfolgte einen Konvoi aus Motortorpedobooten, während U 659 im selben Seegebiet auf einen aus Landungsbooten bestehenden Konvoi operierte, diesen aber verloren hatte. Beide Konvois waren ins Mittelmeer beordert.

## Versenkung
Am 4. Mai begegneten sich beide U-Boote in der Nähe des von U 439 verfolgten Geleitzuges, den Kommandant Stock auf U 659 als den MTB-Geleitzug identifiziert zu haben glaubte. Sein Boot lief zu diesem Augenblick 15 Knoten und setzte dazu an, U 439 zu überholen, was von letzterem, aufgrund der Nachlässigkeit des Ersten Wachoffiziers, der den entsprechenden Sektor zu bewachen hatte, nicht bemerkt wurde. Das in diesem Moment mit sieben Knoten laufende U 439 rammte U 659 nahe dem Turm, was zu einem Wassereinbruch führte, infolgedessen sank U 659 rasch. Kommandant von Tippelskirch befahl „voll zurück“, woraufhin U 439 rückwärts in eine Sturzsee hineinfuhr. Das Zusammenspiel des infolge dieses Brechers in die Auspuffrohre der Dieselmotors eindringenden Wassers mit den durch die vorangegangene Kollision erzeugten Schäden führte dazu, dass auch U 439 begann, über Bug zu sinken (Lage). Zwei Stunden später meldete der britische Trawler Coverley, in diesem Seegebiet ein unter dem Wasser treibendes Objekt gerammt zu haben, wobei es sich um U 439 gehandelt haben könnte. 41 Besatzungsmitglieder von U 439 einschließlich des Kommandanten von Tippelskirch kamen ums Leben. Ein britisches PT-Schnellboot MGB 670 rettete neun Mann von U 439 und drei von U 659, die so Kriegsgefangene der Briten wurden.